# Nyrkowe
Nyrkowe (ukr. Ниркове) – osiedle na Ukrainie, w obwodzie ługańskim, w rejonie siewierodonieckim. W 2001 liczyło 362 mieszkańców.